# Glaspärlespelet
Glaspärlespelet är en roman skriven av Hermann Hesse utgiven 1943. Handlingen utspelar sig vid en inte angiven tidpunkt i framtiden i det fiktiva landet Kastalien där en intellektuell elit driver skolor och universitet i en klostermässig stil och anda. Glaspärlespelet är att betrakta som Hermann Hesses magnum opus och antagligen den största anledningen till att han erhöll nobelpriset i litteratur 1946.

## Handling
Kastalien är ett land (också kallat provins) omgivet av ett större land, där det stora landet utanför symboliserar det världsliga med krig, maktkamp, politik, sex och så vidare, och Kastalien symboliserar det intellektuella och filosofiska.
Unga, begåvade pojkar väljs ut ur befolkningen och sätts i Kastaliens skolor där de lär sig konsthistoria, filosofi, språk, litteratur och, kanske framför allt, musik. Att bli utvald är en stor ära, och det ses som ett misslyckande och en skam om en pojke inte klarar av skolan och det isolerade livet i Kastalien. I Kastalien ägnar de sina liv åt studier, konst och musik, där målet, kronan på verket, är glaspärlespelet.
Hesse ger bara ytliga och metaforiska beskrivningar av hur detta spel går till rent praktiskt, men det står klart att det är ett slags "lingua universalis", ett språk eller spel som binder samman alla konsterna och vetenskaperna till en gemensam uttrycksform. "Dragen" i spelet kan gå från ett musikstycke till en matematisk formel, eller från en filosofi till en planets bana i rymden. 
Spelet är det slutgiltiga testet på kunskap och känsla för skönhet, vilket är det enda man ägnar tid åt i Kastalien. Spelet är också en av få sysselsättningar där de intellektuella får vara verkligt kreativa, något som annars inte tillåts i någon stor utsträckning. Idén bakom detta spel har en viss teosofisk karaktär.
Boken är utformad som en biografi över Joseph Knecht som läsaren får följa från pojke till gammal, från nyantagen kastalian till "Magister Ludi", mästare i glaspärlespelet, och slutligen hans död. Under sitt liv brottas Knecht med frågor om livet, och huruvida Kastalien (det enbart intellektuella-filosofiska i livet) är den rätta vägen att gå, och om inte världen utanför (det kroppsliga-världsliga i livet) har något värde. På så sätt är det en bildningsroman. 

## Tematik
Boken innehåller filosofiska element och frågor, som vad värdet på kunskap är, vad skönhet är, vad sanning är, och så vidare. Som många andra av Hesses romaner, som till exempel Siddhartha och Stäppvargen, innehåller även Glaspärlespelet starka kopplingar till buddhistisk filosofi och österländska praktiker; meditation och andningsövningar är en viktig del i kastalianernas liv, och en mycket stor inspiration för Joseph Knecht är kinesisk litteratur och filosofi.